# Premio al mejor Baloncestista Masculino del Año de la American Athletic Conference
El Premio al mejor Baloncestista Masculino del Año de la American Athletic Conference (en inglés, American Athletic Conference Men's Basketball Player of the Year) es un galardón que otorga la American Athletic Conference al jugador de baloncesto masculino más destacado del año. El premio fue entregado por primera vez en la temporada 2013-14, cuando la conferencia heredó el historial de la antigua Big East Conference. Shabazz Napier, de Connecticut Huskies, fue el primer ganador.

## Ganadores

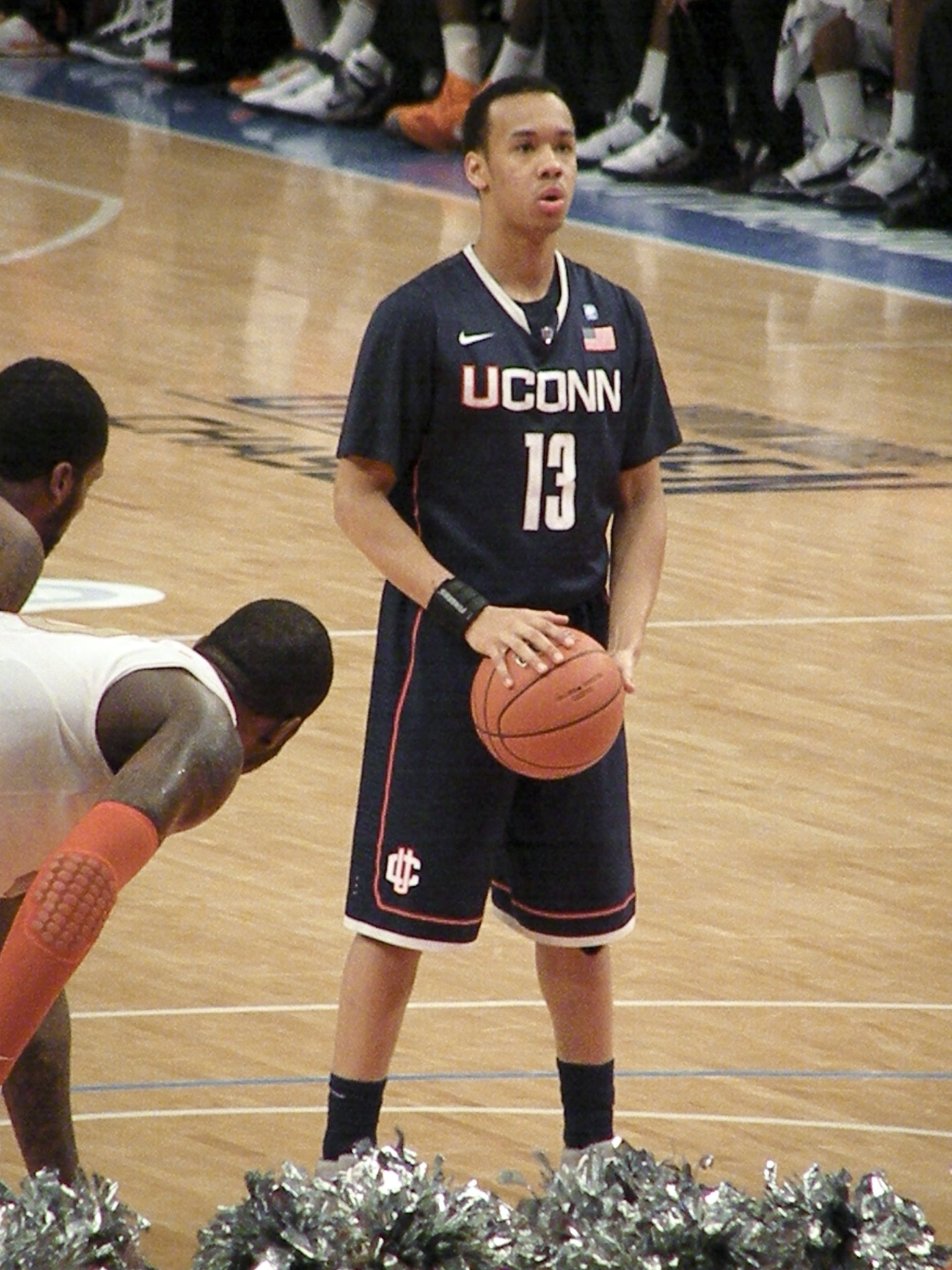
Shabazz Napier fue el primer ganador.

| †           | Co-Jugadores del Año                                                                                                |
| *           | Ganador del premio al mejor universitario del año: el Naismith College Player of the Year o el John R. Wooden Award |
| Jugador (X) | Denota el número de veces que ha conseguido el galardón                                                             |

| Temporada | Jugador           | Universidad      | Posición       | Curso     | Ref.   |
| --------- | ----------------- | ---------------- | -------------- | --------- | ------ |
| 2013–14   | Shabazz Napier    | Connecticut      | Base           | Senior    | [ 1 ]  |
| 2014–15   | Nic Moore         | SMU              | Base           | Junior    | [ 2 ]  |
| 2015–16   | Nic Moore (2)     | SMU              | Base           | Senior    | [ 3 ]  |
| 2016–17   | Semi Ojeleye      | SMU              | Ala-Pívot      | Junior    | [ 4 ]  |
| 2017–18   | Gary Clark        | Cincinnati       | Ala-Pívot      | Senior    | [ 5 ]  |
| 2018–19   | Jarron Cumberland | Cincinnati       | Escolta        | Junior    | [ 6 ]  |
| 2019–20   | Precious Achiuwa  | Memphis          | Ala-Pívot      | Freshman  | [ 7 ]  |
| 2020–21†  | Tyson Etienne     | Wichita State    | Base / Escolta | Sophomore | [ 8 ]  |
| 2020–21†  | Quentin Grimes    | Houston          | Escolta        | Junior    | [ 8 ]  |
| 2021–22   | Kendric Davis     | SMU              | Base           | Senior    | [ 9 ]  |
| 2022–23   | Marcus Sasser     | Houston          | Base / Escolta | Senior    | [ 10 ] |
| 2023–24†  | Johnell Davis     | Florida Atlantic | Base / Escolta | Junior    | [ 11 ] |
| 2023–24†  | Chris Youngblood  | South Florida    | Escolta        | Senior    | [ 11 ] |

## Ganadores por universidad
| Universidad (en AAC desde) | Premios | Años                   |
| -------------------------- | ------- | ---------------------- |
| SMU (2013)                 | 4       | 2015, 2016, 2017, 2022 |
| Houston (2013)             | 2       | 2021†, 2023            |
| Cincinnati (2013)          | 1       | 2018, 2019             |
| Memphis (2013)             | 1       | 2020                   |
| UConn (2013)               | 1       | 2014                   |
| Wichita State (2017)       | 1       | 2021†                  |
| South Florida (2013)       | 1       | 2024†                  |
| Florida Atlantic (2023)    | 1       | 2024†                  |
| East Carolina (2014)       | 0       | —                      |
| Louisville (2013)          | 0       | —                      |
| North Texas (2023)         | 0       | —                      |
| Rice (2023)                | 0       | —                      |
| Rutgers (2013)             | 0       | —                      |
| Temple (2013)              | 0       | —                      |
| Tulane (2014)              | 0       | —                      |
| Tulsa (2014)               | 0       | —                      |
| UAB (2023)                 | 0       | —                      |
| UCF (2013)                 | 0       | —                      |
| UTSA (2023)                | 0       | —                      |

1. ↑  SMU partió en 2024 para la Atlantic Coast Conference.
2. 1 2 3  Cincinnati, Houston y UCF se fueron en 2023 a la Big 12 Conference.
3. 1 2  Louisville y Rutgers dispitaron únicamente la temporada 2013–14 en la American. En julio de 2014, ambas universidades abandonaron la ACC[12] y la Big Ten.[13]